# Monumento natural del Monte Santiago
El monumento natural del Monte Santiago se encuentra situado en la zona oriental de Sierra Salvada, en la comarca burgalesa de Las Merindades, en el límite con la provincia de Álava y el enclave vizcaíno de Orduña.
Situado en torno a los 900 m de altitud, se distinguen dos ecosistemas principales: un frondoso bosque de hayas, y amplios brezales salpicados de matorral bajo, típicos de la Meseta Central. 
Son especialmente importantes las poblaciones de buitres y rapaces que anidan en los barrancos de la sierra, y también la comunidad de anfibios que se desarrolla en el nacimiento del río Nervión en Álava .
Este es precisamente el nacimiento del río Nervión, que se nutre aunque en menor medida, de las aguas subterráneas que discurren bajo el karst de la zona, la cual presenta numerosos hundimientos o dolinas fruto de la erosión. Todas estas aguas edáficas forman un cauce fluvial que crea una cascada (Salto del Nervión) de más de 200 m de altura, desembocando ya en el valle de Délica, en Orduña. 
Otro punto de interés es la cima del monte Charlazo de 937 m, donde confluyen las fronteras de las provincias de Burgos y Álava con el enclave de Orduña. En este punto se erige una gran estatua en honor a la Virgen de Orduña. Cerca de aquí se encuentra también el Fraideburu (Álava) , una curiosa formación rocosa llamada así porque se asemeja a la cabeza de un fraile, y que es un lugar importante de anidamiento para buitres. 
También es interesante visitar los restos de una antigua lobera: un conjunto de muros construidos especialmente para matar a los lobos.

## Accesos

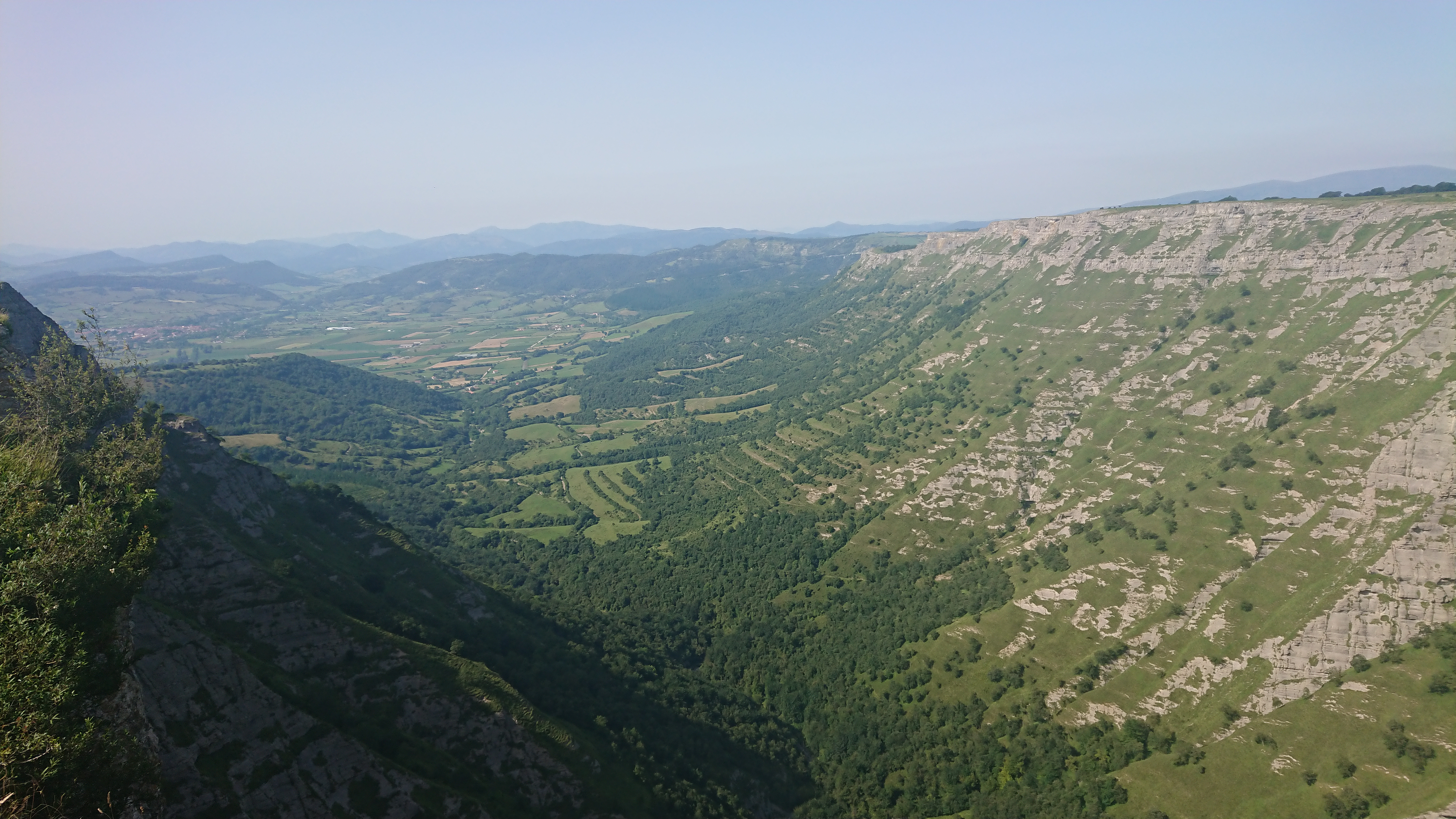
Valle de Délica visto desde el salto del Nervión.

- Por el puerto de Orduña (A-2625) desde Álava.
- BU-556. Desde Berberana.

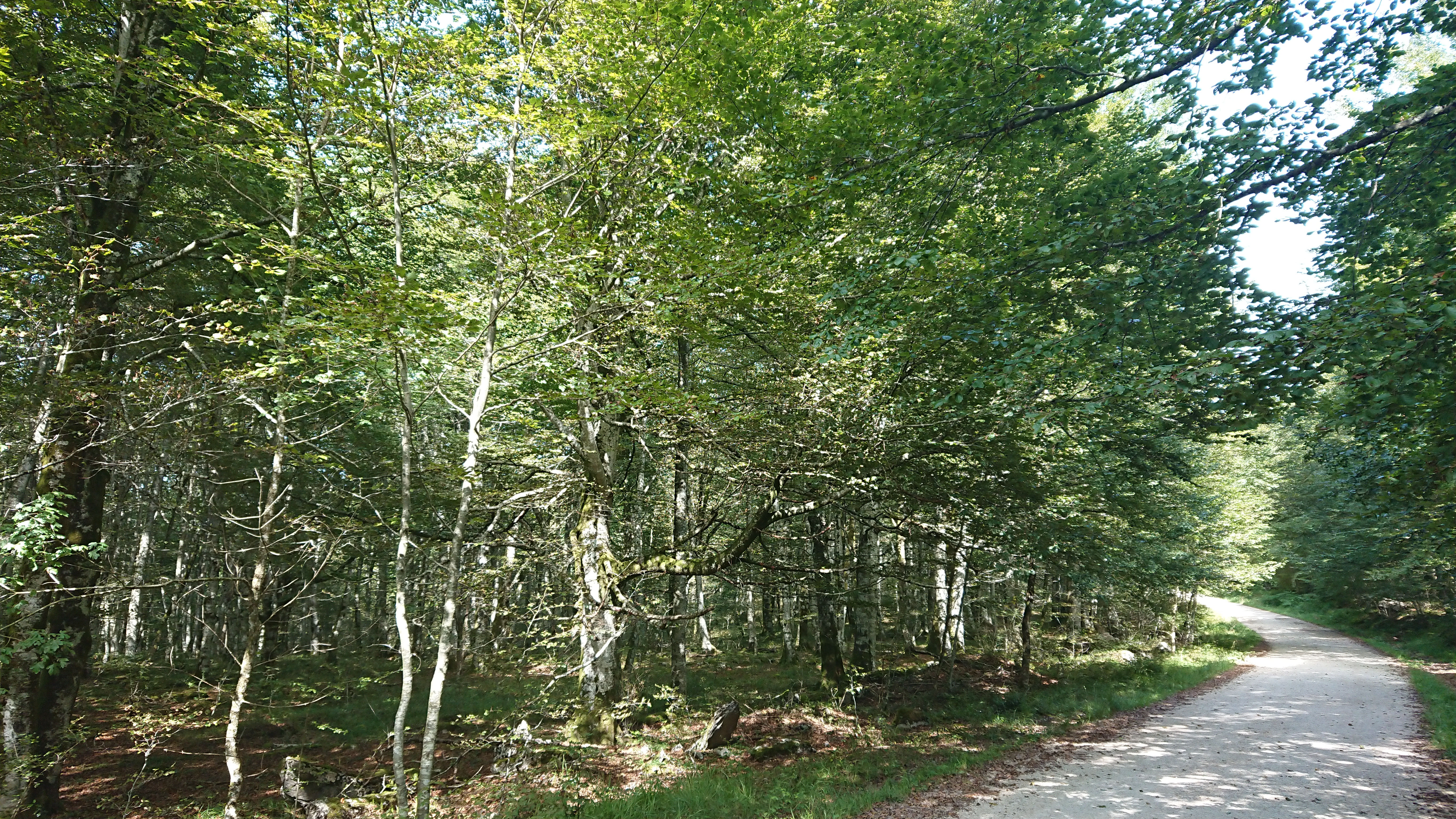
Hayedo.
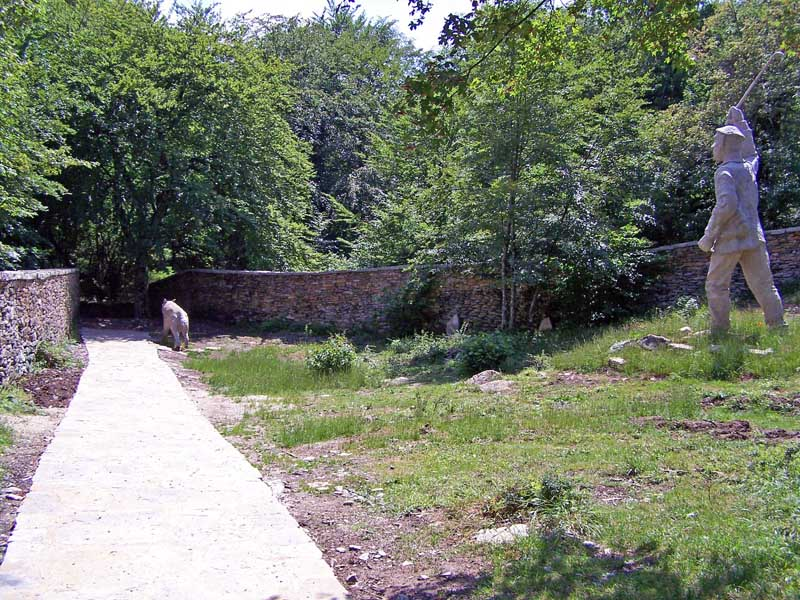
Lobera en verano.
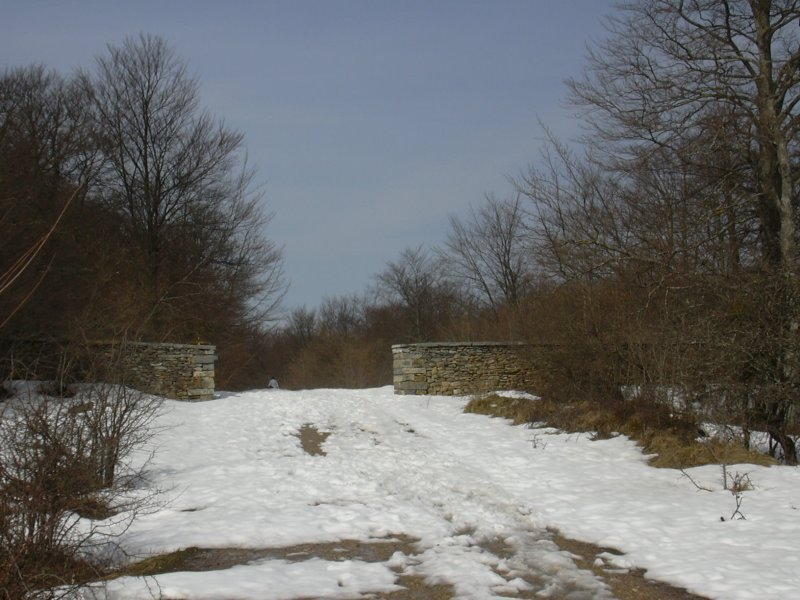
Lobera en invierno.

## Red de senderos
- PR.BU.41 Mirador Esquina Rubén
- PR.BU.42 Mirador del Nervión
- PR.BU.43 Senda del hayedo
- PR.BU.44 Senda del karst
- PR.BU.45 Senda del cortado
- PR.BU.46 Puerto de Orduña
- PR.BU.47 Charca del Cortón
- PR.BU.48 Camino de Alterla
- PR.BU.49 Senda de la dehesa
- PR.BU.50 Senda del encinar
- PR.BU.51 Dehesa del agua
- PR.BU.52 Senda de Pozalagua